# Ampliació de la Unió Europea

Insígnia de la Unió Europea

La Unió Europea (UE) és el resultat de l'ampliació de continguts dels antics tractats constitutius de les tres Comunitats Europees i de les successives ampliacions a nous Estats membres.
La UE estava formada originalment per sis Estats fundadors: Alemanya, Bèlgica, França, Itàlia, Luxemburg i Països Baixos. Des de llavors va créixer fins als 28 Estats membres, reduïts actualment a 27 amb motiu de la sortida del Regne Unit de la Unió Europea, restant diversos estats a l'espera de rebre resposta a la seva sol·licitud d'adhesió pel. Per a la incorporació d'un Estat europeu a la Unió Europea aquest ha de complir unes condicions econòmiques i polítiques conegudes com a criteris de Copenhaguen, per haver-se pres el corresponent acord en el Consell Europeu de 1993 celebrat a la capital danesa.
La bandera de la Unió Europea (cercle de dotze estrelles daurades sobre fons blau), va ser adoptada per la Unió Europea l'any 1985, i el seu nombre d'estrelles (dotze, invariablement) mai ha tingut relació amb el nombre d'estats de la Unió.

## Cronologia de les ampliacions

Ampliació 1957-2007
Comunitat Europea i
Unió Europea

- 1950: Robert Schuman presenta la seva proposta d'una Europa unida.
- 23 de juliol de 1952: Es posa en funcionament la Comunitat Europea del Carbó i de l'Acer (CECA), creada a partir del Tractat de París (1951) de 1951. La CECA esdevé l'antecessora de la Unió i està integrada per Bèlgica, República Federal Alemanya (RFA), França, Itàlia, Luxemburg i els Països Baixos.
- 1 de gener de 1958: El Tractat de Roma constitueix la Comunitat Econòmica Europea (CEE) i la Comunitat Europea de l'Energia Atòmica (Euratom).
- 5 de juliol de 1962: Algèria s'independitza de França i abandona la CEE.
- 1 de gener de 1973: Primera Ampliació, s'hi incorporen el Regne Unit,[1] Irlanda i Dinamarca (inclosa Groenlàndia i excloses les illes Fèroe). Noruega finalment refusa formar part de la CEE.
- 1 de gener de 1981: Segona Ampliació, s'hi incorpora Grècia.
- 1985: Groenlàndia és exclosa de la Comunitat l'1 de febrer com a conseqüència d'un referèndum celebrat en 1982.
- 1 de gener de 1986: Tercera Ampliació, s'hi incorporen Espanya i Portugal.
- 3 d'octubre de 1990: Reunificació alemanya; la unió de la República Federal Alemanya i la República Democràtica Alemanya (RDA) en una Alemanya unificada constitueix una ampliació de la Unió sense que augmenti el nombre d'estats membres.
- 1 de novembre de 1993: entra en vigor el Tractat de Maastricht que estableix la creació de la Unió Europea (UE).
- 1 de gener de 1995: Quarta Ampliació, s'hi incorporen Àustria, Finlàndia i Suècia.
- 1 de maig del 2004: Cinquena Ampliació, l'1 de maig s'hi incorporen Eslovàquia, Eslovènia, Estònia, Hongria, Letònia, Lituània, Malta, Polònia, República Txeca i Xipre.
- 1 de gener del 2007: Sisena Ampliació, l'1 de gener s'hi incorporen Bulgària i Romania.
- 2009: Entra en vigor el Tractat de Lisboa, que modifica els de Roma i Maastricht.
- 1 de juliol del 2013: Setena Ampliació, s'hi incorpora Croàcia.[2][3]

## Candidats a l'adhesió

Estat de l'Ampliació
Unió Europea: Estats membres
Candidats oficials (Albània, Bòsnia i Hercegovina, Macedònia del Nord, Moldàvia, Montenegro, Sèrbia, Turquia i Ucraïna)
Sol·licitud formal d'ingrés (Georgià, Kosovo)
Rebuig de Noruega a la UE en referèndum (1972 i 1994) i Brèxit (2020)
Rebuig de Suïssa a la UE en referèndum (1992 i 2001)
Estats rebutjats (el Marroc)

### Turquia
El 6 d'octubre de 2004 la Comissió Europea va donar el vistiplau a Turquia i va recomanar al Consell de la Unió Europea iniciar negociacions per a l'ingrés de Turquia a la Unió. El 29 d'octubre del mateix any els membres del consell de la UE van signar a la ciutat de Roma el Tractat pel qual s'establix una Constitució per a Europa, el projecte de la qual havia estat aprovat el 18 de juny anterior. Recep Tayyip Erdoğan va signar en representació de Turquia i el 3 d'octubre de 2005 es van iniciar formalment les negociacions.
Les negociacions amb Turquia es van congelar de fet des del desembre del 2016, a causa del retrocés en els àmbits de la democràcia, l'estat de dret i els drets fonamentals, i el 20 de febrer de 2019, una comissió del Parlament Europeu va votar a favor de suspendre les converses d'adhesió, cosa que va provocar crítiques per part del govern de Turquia.

### Macedònia del Nord
La Macedònia del Nord va obtenir al desembre de 2005 l'estatus de candidat oficial després d'haver-lo sol·licitat formalment el gener de 2004. Aquesta república ha de resoldre les seves disputes territorials amb Grècia abans que es pugui arribar a una decisió.
L'ús del nom de país "Macedònia" va ser objecte d'una disputa amb la veïna Grècia entre 1991 i 2019, que va resultar en un veto grec contra les converses d'adhesió a la UE i l'OTAN, que van durar del 2008 al 2019. Després de resoldre el problema, la UE va donar la seva aprovació formal per iniciar les converses d'adhesió amb Macedònia del Nord i Albània el març de 2020.
No obstant això, el novembre de 2020, Bulgària va bloquejar efectivament l'inici oficial de les negociacions d'adhesió de Macedònia del Nord a la UE pel que percep com un lent progrés en la implementació del tractat d'amistat de 2017 entre els dos països, discursos d'odi recolzats o tolerats per l'estat i reclamacions de minories cap a Bulgària.
El 24 de juny de 2022, el parlament de Bulgària va aprovar aixecar el veto del país a l'obertura de converses d'adhesió a la UE amb Macedònia del Nord. El 16 de juliol de 2022, l'Assemblea de Macedònia del Nord també va aprovar la proposta francesa revisada, permetent l'inici de les negociacions d'adhesió. L'inici de les negociacions es va llançar oficialment el 19 de juliol de 2022.

### Montenegro
Montenegro negocia l'adhesió des del 2012.

### Albània
Actualment hi ha negociacions d'adhesió en curs amb Albània des del 2020.

### Bòsnia i Hercegovina
Bòsnia i Hercegovina va obtenir l'estatus de candidat oficial el desembre del 2022 però es va demanar completar reformes addicionals abans de qualificar per a l'inici formal de les negociacions d'adhesió.

### Kosovo
Kosovo va presentar una sol·licitud d'adhesió el desembre del 2022. Perquè Kosovo obtingui l'estatus de candidat oficial, el Consell haurà d'acordar per unanimitat iniciar el procés d'adhesió de Kosovo sol·licitant un dictamen de la Comissió Europea sobre la seva sol·licitud. La UE, però, continua dividida sobre la seva política envers Kosovo, ja que cinc estats membres de la UE no reconeixen la seva independència.

### Geòrgia
Geòrgia va obtenir l'estatus de candidat oficial el desembre del 2023 però es va demanar completar reformes addicionals abans de qualificar per a l'inici formal de les negociacions d'adhesió.

### Moldàvia
El 23 de juny de 2022, el Parlament Europeu va adoptar una resolució que demanava la concessió immediata de l'estatus de candidat per a ser membre de la Unió Europea a Moldàvia.

### Ucraïna
Arran de la invasió russa d'Ucraïna de 2022, el país va sol·licitar un procediment d'adhesió accelerat, amb el qual es va rellançar l'adhesió d'Ucraïna a la Unió Europea, amb el suport previ de vuit estats membres. El 23 de juny de 2022, el Parlament Europeu va adoptar una resolució que demanava la concessió immediata de l'estatus de candidat per a ser membre de la Unió Europea a Ucraïna. El 23 de juny de 2022, el Consell Europeu va concedir a Ucraïna l'estatus de candidata a l'adhesió a la Unió Europea. En el seguiment del full de ruta d'Ucraïna per a l'adhesió a la Unió Europea, tanmateix, l'agost de 2023 la viceprimera ministra per a la Integració Europea i Euroatlàntica d'Ucraïna va reconèixer que en aquell moment no compliria amb les set recomanacions de la Comissió Europea per a la seva adhesió tal com estava previst i, per tant, no podrien iniciar les converses per a l'adhesió.

## Altres estats europeus
- Suïssa: Va començar les negociacions amb la CEE per a l'ingrés, però van quedar paralitzades després d'un referèndum l'any 1992. Les negociacions han tornat a ser rebutjades pels suïssos en diverses ocasions (l'últim referèndum va tenir lloc el 4 de març de 2001). Es creu que el temor de la pèrdua de neutralitat i independència és el problema clau en contra de l'ingrés. El govern federal suís ara com ara s'ha limitat a signar acords específics amb la UE quant al lliure tràfic de persones i treballadors.
- Noruega: Aquest país està poc inclinat a l'ingrés en la UE, entre altres motius perquè desitja mantenir el control dels seus recursos pesquers en les seves aigües territorials, així com el seu alt nivell de vida. Noruega ha sol·licitat l'admissió a la CEE i a la UE en dues ocasions (i l'ha rebutjada en referèndum ambdues vegades).
- Països balcànics: A més de Croàcia i Macedònia del Nord, altres països creats a partir de la dissolució de la República Federal Socialista de Iugoslàvia, així com Albània, tenen possibilitats d'adherir-se a la UE abans de 2020, sempre que les seves economies prosperin i se solucionin els seus conflictes ètnics. En aquests països, diversos líders polítics són partidaris de l'ingrés. Montenegro ja utilitza l'euro com a moneda i ara està considerant el seu ingrés en la UE, ja que s'ha independitzat de Sèrbia. Bòsnia ja ha aprovat la intenció d'entrar a la UE.
- Islàndia: El govern d'Islàndia va demanar al seu congrés nacional el maig de 2009 el consentiment per poder iniciar converses per a la seva possible adhesió amb la Unió Europea. Arran d'aquesta sol·licitud, el dia 16 de juliol de 2009, el parlament d'Islàndia va admetre el presentar formalment a la Unió Europea, la seva sol·licitud d'adhesió. La votació al parlament va ser de 33 vots a favor, enfront de 28 vots en contra. Així, el govern islandès va formalitzar el 23 juliol de 2009 la seva sol·licitud d'iniciar els tràmits per integrar a la UE, a Estocolm. El 24 de febrer de 2010, la Comissió Europea va recomanar iniciar les negociacions amb Islàndia per la seva adhesió a la Unió Europea, per considerar que comparteix els valors comuns del bloc com democràcia, estat de dret i respecte als drets humans. Per això, el Consell Europeu, celebrat a Brussel·les el 17 de juny de 2010, va acordar l'obertura de les negociacions amb Islàndia per la seva adhesió a la Unió Europea.D'aquesta manera, tant el govern islandès com la Comissió Europea estan remenant l'any 2013 com a data de la possible adhesió d'Islàndia a la UE, al mateix temps que Croàcia. D'aquesta manera la Unió Europea passaria a estar formada per 29 països, mentre que seguirien a l'espera Turquia i Macedònia del Nord. Abans de la crisi financera de l'any 2008, la possibilitat d'incorporar a la UE era àmpliament rebutjada degut en gran manera a la por a perdre el seu alt nivell de vida i recursos pesquers. Islàndia ha estat un dels països més perjudicats per la crisi econòmica i financera mundial, fet que ha portat els ciutadans de l'illa a replantejar-se el fet d'adherir-se al projecte europeu. La seguretat que oferiria el pertànyer a un mercat tan ampli i sobretot, l'ús de la moneda comuna, l'euro, ha provocat que, segons les últimes enquestes, la majoria d'islandesos estarien actualment a favor d'una possible entrada a la Unió Europea. Pertany a l'Associació Europea de Lliure Comerç, que haurà d'abandonar si s'adhereix a la UE, i l'Espai Econòmic Europeu i, per tant, manté estretes relacions econòmiques amb la UE.
- Comunitat d'Estats Independents: Possiblement Rússia no podrà entrar a la UE, almenys durant les pròximes dècades, a causa del fet que la seva grandària suposaria un greu contrapès que desequilibraria l'equilibri intern de la Unió, així com la seva diferent orientació econòmica i industrial. Belarús, amb el seu sistema proper a Rússia, probablement romandrà fora de la UE. Els nous governs d'Ucraïna i Moldàvia han anunciat el camí d'acostament a la UE i les seves peticions en el futur d'ingressar a la UE. Geòrgia i Armènia han afirmat en moltes ocasions la seva vocació europea i es plantegen l'entrada a la UE a mitjà termini. Això serà possible en la mesura que s'afirmi el seu sistema democràtic i se solucionin els seus problemes fronterers, encara que té com a estímul el procés de les tres repúbliques bàltiques exsoviètiques Lituània, Letònia i Estònia que ja són membres de la UE.
- Microestats europeus: Els estats molt petits, com ara Liechtenstein, San Marino, Andorra, Ciutat del Vaticà i Mònaco, probablement no hi ingressaran mai, ja que la seva pròpia existència com a nacions sobiranes està estretament lligada a les seves lleis econòmiques de caràcter especial, que no són compatibles amb les lleis de la UE.

## Estats extraeuropeus
- Tunísia: Aquest estat del Magrib manté un pacte d'associació amb la UE des de 1995, que va començar eliminant barreres aranzelàries en la major part dels seus productes durant el període 1998-2008. Una vegada que l'àrea de lliure comerç sigui completament funcional, la situació de Tunísia pel que fa a la UE serà equivalent a la de Noruega i Islàndia. No obstant això, no s'ha plantejat cap altre tipus de relació, que seria inviable.
- Marroc: Part també del Magrib, aquest estat ha sol·licitat la seva incorporació a la UE en diverses ocasions, però s'ha rebutjat, ja que no és considerat un país europeu.
- Israel: El govern d'aquest estat de l'Orient Pròxim ha apuntat en diverses ocasions que no descarta la possibilitat de sol·licitar l'ingrés a la UE. Igual que en el cas del Marroc, la seva situació geogràfica contribuiria al rebuig de la seva candidatura, que no s'ha plantejat.

## Possible ampliació interna
L'ampliació de la Unió Europea pot ser externa o interna. Fins ara l'ampliació sempre ha estat externa, encara que diversos estudis analitzen què passaria en cas que algun país s'independitzés d'un estat que forma part de la Unió Europea: "Catalunya Independent en el si de la Unió Europea" d'Antoni Abat, professor de la Universitat Stanford i "L'ampliació interna de la Unió Europea" de Jordi Matas, Alfonso González, Jordi Jaria i Laura Román. També hi ha dictamen sobre la continuïtat a la Unió Europea d'un Escòcia independent.